# Ferrocarril del Sud

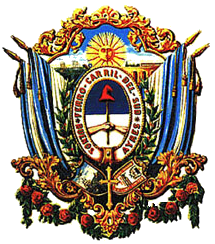
Logo

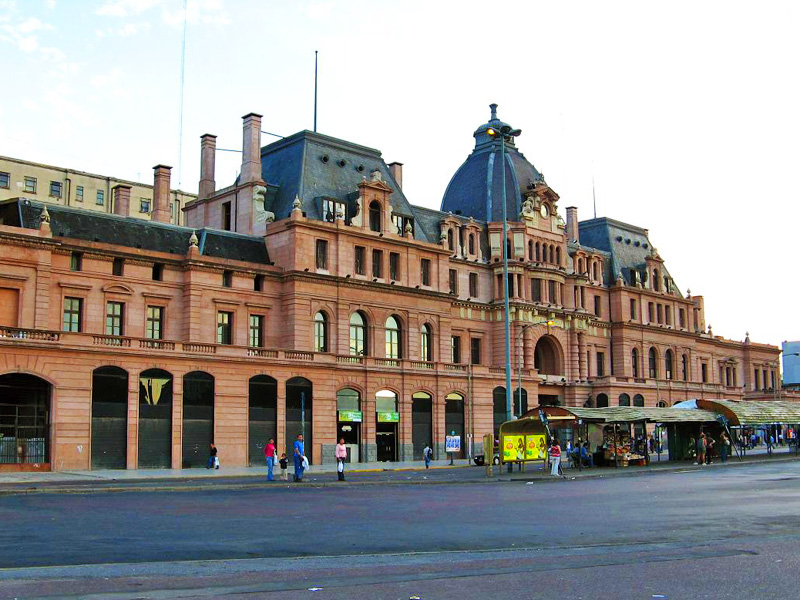
Der Bahnhof an der Plaza Constitución

Die Ferrocarril del Sud war eine der „Großen Vier“ Eisenbahngesellschaften in britischem Besitz, die in Argentinien Streckennetze in Indischer Breitspur gebaut und betrieben haben. Die Gesellschaft wurde 1862 von Edward Lumb als Buenos Aires Great Southern Railway (BAGS) gegründet. Ihr erster Generaldirektor war Edward Banfield, nach dem der Bahnhof Banfield (eröffnet 1873) und der um diesen Bahnhof herum gewachsene südliche Vorort von Buenos Aires benannt sind. Mit der Verstaatlichung der Eisenbahnen in Argentinien durch Präsident Juan Perón im Jahre 1948 ging die Ferrocarril del Sud in der Ferrocarril General Roca auf.

## Geschichte
Mit einer Feier am 7. März 1864, an der auch Präsident Bartolomé Mitre teilnahm, begannen die Bauarbeiten an der Stelle des heutigen Endbahnhofs an der Plaza Constitución in Buenos Aires, und 1865 war die 114 km lange Strecke nach Chascomús fertig. Der Bahnhof Plaza Constitución wurde mehrfach umgebaut und erweitert. Am 19. September 1925 legte der Prince of Wales während seines offiziellen Besuchs in Argentinien den Grundstein für das heutige Empfangsgebäude.

### Wachstum
Um 1910 galt das Unternehmen neben der Ferrocarril Buenos Aires al Pacífico, der Ferrocarril Central Argentino und der Ferrocarril Oeste de Buenos Aires, als eine der „Großen Vier“ der britischen Breitspurbahngesellschaften in Argentinien.
Bis 1930 war die Gesellschaft zu einem riesigen Unternehmen angewachsen, möglicherweise das größte seiner Art in der südlichen Hemisphäre. Sie besaß mehr als 8000 km einspurige Strecken, überwiegend in Breitspur, 504 Bahnhöfe, 857 Dampflokomotiven, 955 Personenwagen, 16.602 Güterwagen und beschäftigte mehr als 30.000 Menschen. Ihr Einfluss auf das Leben und die Entwicklung der Provinz Buenos Aires war beträchtlich. Das Streckennetz war darauf ausgerichtet, dem Verkehr zwischen den Städten innerhalb der Provinz und der Hauptstadt zu dienen und die landwirtschaftlichen Erzeugnisse des Inlands, von denen viele für den Export vorgesehen waren, zu den Häfen von Buenos Aires, Necochea und Bahía Blanca zu transportieren.

### Zusätzliche Einrichtungen
Die Gesellschaft und ihre Tochtergesellschaften besaßen und betrieben zahlreiche Zusatzeinrichtungen. Dazu gehörten Einrichtungen für den Getreideumschlag, ein landwirtschaftlicher Versuchsbetrieb in Cinco Saltos im Rio-Negro-Tal, ein Kraftwerk in Bahía Blanca, die Argentine Fruit Distributors Company, die landwirtschaftlichen Feldbahnen der F.C.S. ein Fernbusunternehmen sowie mehrere Hotels (eines davon mit Golfplatz).

### Häfen
Einer der Häfen in Bahía Blanca, der Puerto Ingeniero White, wurde von der Bahngesellschaft erbaut, die 1908 dort zwei Getreideheber installierte, um den zunehmenden Getreidetransport zu bewältigen, und einen Anleger für vier Dampfschiffe baute. Zusammen mit den anderen Eisenbahngesellschaften in britischem Besitz war sie an der Compañía Ferrocarriles de Petróleo in Comodoro Rivadavia beteiligt, deren Quellen einen großen Teil des Heizöls für die Lokomotiven dieser Bahngesellschaften lieferten. Außerdem betrieb sie das South Dock in Buenos Aires an der Mündung des Riachuelo.

### Verkehr
Ein großer Teil des Güterverkehrs, darunter der Transport von Getreide und Vieh sowie Obst aus dem Tal des Río Negro, war ebenso saisonabhängig wie der sommerliche Urlauberverkehr nach Mar del Plata, Miramar und Necochea. Neben dem Vorortverkehr rund um Buenos Aires und Bahía Blanca entfiel das größte Verkehrsaufkommen auf die Verbindung zwischen diesen beiden Städten über drei verschiedene Routen: die direkte Strecke über Las Flores, Olavarría und Coronel Pringles mit der Nebenstrecke von Olavarría über General La Madrid und Saavedra und der Nebenstrecke von Las Flores über Tres Arroyos. Der Personenverkehr über Bahía Blanca hinaus – nach Zapala in der Provinz Neuquén sowie nach Bariloche in der  Provinz Río Negro – wurde zunächst durch Kurswagen bedient, die in Zügen nach Bahía Blanca eingestellt waren, wuchs aber bald so stark, dass zusätzliche durchgehende Züge ab Buenos Aires erforderlich wurden.

## Erweiterungen
Eine 1906 geplante Verlängerung der Strecke von Zapala, 115 km von der chilenischen Grenze entfernt, über die Anden nach Lonquimay in Chile scheiterte an fehlendem Kapital. Diese wäre eine zweite Eisenbahnverbindung zwischen den beiden Ländern gewesen, zusätzlich zu der 1910 eröffneten Transandenbahn zwischen Mendoza in Argentinien und Los Andes in Chile.
Weitere Hauptstrecken verliefen von Buenos Aires über Bolívar nach Carhué, über Maipú nach Tandil, über Parque Chas und  Ayacucho nach Necochea sowie von Bahía Blanca nach Toay in der Provinz La Pampa und nach Huinca Renanco in Provinz Córdoba.

## Lokomotiven
Außer während des Zweiten Weltkriegs wurden die meisten Dampflokomotiven – fast alle aus britischer Produktion – mit Öl beheizt, da Argentinien in Bezug auf diesen Rohstoff fast autark war. Geeignete Lokomotivkohle kommt im Land nicht vor und musste importiert werden. Die schwersten Güterzüge, die in der Erntezeit über 2000 Tonnen erreichen konnten, wurden oft von Garratt-Lokomotiven gezogen. Ab 1905 wurde auch ein Dampftriebwagen eingesetzt, der bei Kerr, Stuart and Company gebaut wurde.
1936 war die Gesellschaft im Besitz von 538 Lokomotiven, 3 Triebwagen, 982 Personenwagen und 17 734 Güterwagen.

## Werkstätten
Die Hauptwerkstatt der Bahngesellschaft wurde 1901 in Remedios de Escalada erbaut, 11 km von der Plaza Constitución entfernt. Sie war die größte in Südamerika und beschäftigte fast 3000 Personen. Obwohl hauptsächlich Reparaturen ausgeführt wurden, konnte hier jedes Teil einer Lokomotive oder eines Wagens hergestellt werden. Eine weitere Werkstatt in Bahía Blanca kam 1925 durch die Übernahme der Bahía Blanca and North Western Railway hinzu.

## Konkurrenz durch den Straßenverkehr
Im Jahr 1930 befand sich die Gesellschaft auf dem Höhepunkt ihrer Prosperität, aber gegen Ende dieses Jahres machten sich die negativen Effekte der zunehmenden Abwertung des Argentinischen Peso bemerkbar, und die Lohnkosten stiegen signifikant. Außerdem sah sich die Gesellschaft mit zunehmender Konkurrenz durch den Verkehr auf dem expandierenden Straßennetz konfrontiert.